# Kosuke Hagino
Kosuke Hagino (Japans: 萩野公介, Hagino Kōsuke) (Tochigi, 15 augustus 1994) is een Japanse zwemmer. Hij vertegenwoordigde zijn vaderland op de Olympische Zomerspelen 2012 in Londen en op de Olympische Zomerspelen 2016 in Rio de Janeiro.

## Carrière
Op de wereldkampioenschappen zwemmen jeugd 2011 in Lima werd Hagino wereldkampioen bij de jeugd op de 200 meter wisselslag.
Bij zijn internationale seniorendebuut, op de Olympische Zomerspelen 2012 in Londen, veroverde de Japanner de bronzen medaille op de 400 meter wisselslag en eindigde hij als vijfde op de 200 meter wisselslag. Op de wereldkampioenschappen kortebaanzwemmen 2012 in Istanboel eindigde Hagino als vierde op zowel de 200 meter rugslag als de 400 meter wisselslag en als zesde op de 200 meter wisselslag. Op de 100 meter rugslag strandde hij in de halve finales. Samen met Yuki Kobori, Fumiya Hidaka en Daiya Seto eindigde hij als zesde op de 4x200 meter vrije slag, op de 4x100 meter wisselslag eindigde hij samen met Akihiro Yamaguchi, Kazuya Kaneda en Kenji Kobase op de zesde plaats.
In Barcelona nam de Japanner deel aan de wereldkampioenschappen zwemmen 2013. Op dit toernooi sleepte hij de zilveren medaille in de wacht op de zowel de 400 meter vrije slag als de 200 meter wisselslag. Daarnaast eindigde hij als vijfde op de 200 meter vrije slag, de 200 meter rugslag en de 400 meter wisselslag, op de 100 meter rugslag eindigde hij op de zevende plaats. Samen met Sho Sotodate, Yuki Kobori en Takeshi Matsuda eindigde hij als vijfde op de 4x200 meter vrije slag.
Tijdens de Pan-Pacifische kampioenschappen zwemmen 2014 in Gold Coast behaalde Hagino de gouden medaille op zowel de 200 als de 400 meter wisselslag en de zilveren medaille op zowel de 200 als de 400 meter vrije slag. Op de 200 meter rugslag eindigde hij op de achtste plaats. Op de 4x200 meter vrije slag legde hij samen met Reo Sakata, Yuki Kobori en Takeshi Matsuda beslag op de zilveren medaille. Op de Aziatische Spelen 2014 in Incheon veroverde de Japanner drie gouden medailles, op de 200 meter vrije slag en op zowel de 200 als de 400 meter wisselslag, een zilveren medaille op de 400 meter vrije slag en twee bronzen medailles, op zowel de 100 als de 200 meter rugslag. Samen met Yuki Kobori, Daiya Seto en Takeshi Matsuda sleepte hij de gouden medaille in de wacht op de 4x200 meter vrije slag. In Doha nam Hagino deel aan de wereldkampioenschappen kortebaanzwemmen 2014. Op dit toernooi toernooi werd hij wereldkampioen op de 200 meter wisselslag en behaalde hij de zilveren medaille op de 400 meter wisselslag. Daarnaast eindigde hij als vierde op de 100 meter wisselslag en als vijfde op de 100 meter vlinderslag. Op de 4x100 meter vrije slag eindigde hij samen met Katsumi Nakamura, Shinri Shioura en Reo Sakata op de zevende plaats, samen met Ryosuke Irie, Yasuhiro Koseki en Shinri Shioura eindigde hij als zevende op de 4x100 meter wisselslag.
De Japanner moest de wereldkampioenschappen zwemmen 2015 in Kazan aan zich voorbij laten gaan vanwege een gebroken elleboog.
Tijdens de Olympische Zomerspelen van 2016 in Rio de Janeiro veroverde Hagino de gouden medaille op de 400 meter wisselslag en de zilveren medaille op de 200 meter wisselslag, op de 200 meter vrije slag eindigde hij op de zevende plaats. Op de 4x200 meter vrije slag legde hij samen met Naito Ehara, Yuki Kobori en Takeshi Matsuda beslag op de bronzen medaille.

## Internationale toernooien
| Jaar | Olympische Spelen                                                          | WK langebaan | WK kortebaan | PanPacs | Aziatische Spelen |
| ---- | -------------------------------------------------------------------------- | --- | --- | --- | --- |
| 2012 | 5e 200m wisselslag · 400m wisselslag                                       | | 15e 100m rugslag 4e 200m rugslag 6e 200m wisselslag 4e 400m wisselslag 6e 4x200m vrije slag 6e 4x100m wisselslag           | | |
| 2013 |                                                                            | 5e 200m vrije slag · 400m vrije slag · 7e 100m rugslag · 5e 200m rugslag · 200m wisselslag · 5e 400m wisselslag · 5e 4x200m vrije slag | | | |
| 2014 |                                                                            | | 5e 100m vlinderslag · 4e 100m wisselslag · 200m wisselslag · 400m wisselslag · 7e 4x100m vrije slag · 7e 4x100m wisselslag | 200m vrije slag · 400m vrije slag · 8e 200m rugslag · 200m wisselslag · 400m wisselslag · 4x200m vrije slag | 200m vrije slag · 400m vrije slag · 100m rugslag · 200m rugslag · 200m wisselslag · 400m wisselslag · 4x200m vrije slag |
| 2015 |                                                                            | geen deelname | | | |
| 2016 | 7e 200m vrije slag · 200m wisselslag · 400m wisselslag · 4x200m vrije slag | | 6-11 december | | |

## Persoonlijke records
Bijgewerkt tot en met 28 juli 2012
Kortebaan
| Afstand         | Tijd    | Datum            | Plaats    |
| --------------- | ------- | ---------------- | --------- |
| 200m vrije slag | 1.42,62 | 29 oktober 2014  | Tokio     |
| 400m vrije slag | 3.40,77 | 2 oktober 2012   | Dubai     |
| 100m rugslag    | 50,92   | 6 oktober 2012   | Doha      |
| 200m rugslag    | 1.51,00 | 16 december 2012 | Istanboel |
| 200m wisselslag | 1.50,47 | 5 december 2014  | Doha      |
| 400m wisselslag | 4.01,17 | 4 december 2014  | Doha      |

Langebaan
| Afstand         | Tijd    | Datum             | Plaats         |
| --------------- | ------- | ----------------- | -------------- |
| 200m vrije slag | 1.45,23 | 21 september 2014 | Incheon        |
| 400m vrije slag | 3.44,48 | 23 september 2014 | Incheon        |
| 100m rugslag    | 53,68   | 29 juli 2013      | Barcelona      |
| 200m rugslag    | 1.55,43 | 2 augustus 2013   | Barcelona      |
| 200m wisselslag | 1.55,34 | 22 september 2014 | Incheon        |
| 400m wisselslag | 4.06,05 | 6 augustus 2016   | Rio de Janeiro |